# Afranthidium guillarmodi
Afranthidium guillarmodi là một loài Hymenoptera trong họ Megachilidae. Loài này được Mavromoustakis mô tả khoa học năm 1951.